# 백본망
백본(backbone) 또는 백본망(backbone network, 문화어: 중추망)은 다양한 네트워크를 상호 연결하는 컴퓨터 네트워크의 일부로서, 각기 다른 LAN이나 부분망 간에 정보를 교환하기 위한 경로를 제공한다. '대규모 전송 회선'을 갖춘 기간 통신망인 백본은 같은 회사건물이나 대학 캠퍼스 등의 내부 인트라넷 또는 더 넓은 지역에 걸쳐 다양한 네트워크들을 하나로 묶을 수 있다. 일반적으로 백본의 용적은 그와 연결된 네트워크보다 더 크다.

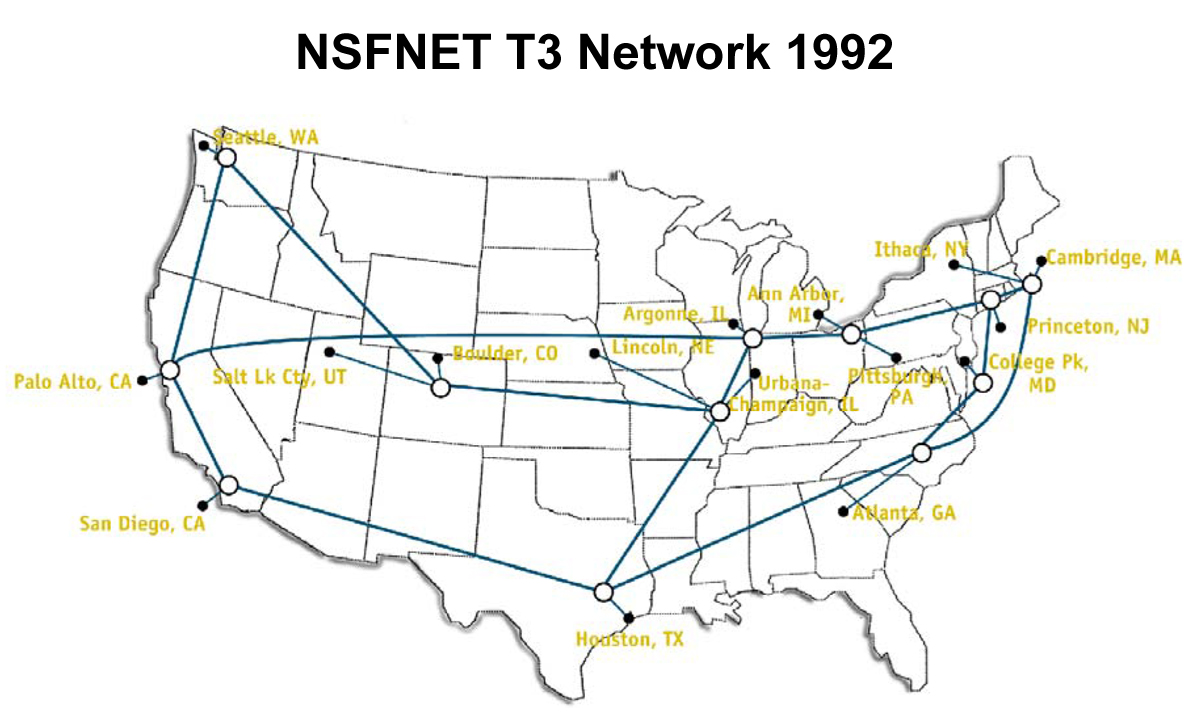
미국의 일반적인 네트워크 백본의 다이어그램.

수많은 지역의 대형 회사는 지역 전체를 한데 묶는 백본망을 가질 수 있는데, 이를테면 서버 클러스터가 각기 다른 지역에 위치한 여러 회사 부문에 의해 접근할 필요가 있을 경우가 그러하다. 이 부서들을 아우르는 네트워크 연결(예: 이더넷, 무선)을 네트워크 백본이라고 부른다. 백본을 설계할 때 네트워크 혼잡은 고려 대상이다.
백본 네트워크의 한 예는 인터넷 백본이다.

## 역사
백본 네트워크의 이론, 설계 원칙, 그리고 첫 구현은 트래픽이 순전히 음성이었던 전화 코어 네트워크에서 나왔다. 코어 네트워크는 통신 네트워크의 중심 부분으로, 액세스 네트워크로 연결된 고객들에게 다양한 서비스를 제공했다. 주요 기능 중 하나는 PSTN을 통해 전화 통화를 라우팅하는 것이었다.
일반적으로 이 용어는 기본 노드를 연결하는 고용량 통신 설비를 의미했다. 코어 네트워크는 서로 다른 서브넷 간의 정보 교환을 위한 경로를 제공했다.
미국에서는 지역 교환국 코어 네트워크가 여러 경쟁적인 타사 네트워크에 의해 연결되었으며, 세계 다른 지역에서는 코어 네트워크가 국경까지 확장되었다.
코어 네트워크는 일반적으로 네트워크 상의 장치 간에 어떠한 연결이든 제공하는 메시 토폴로지를 가졌다. 많은 주요 서비스 제공업체들은 자체 코어/백본 네트워크를 가지고 있으며, 이들은 상호 연결되어 있다. 일부 대기업은 자체 코어/백본 네트워크를 가지고 있으며, 이는 일반적으로 공용 네트워크에 연결된다.
백본 네트워크는 장거리 전송을 허용하는 링크를 생성하며, 일반적으로 10에서 100마일, 특정 경우에는 최대 150마일까지 가능하다. 이는 백본 네트워크가 장거리 무선 통신 솔루션을 통해 특히 외딴 지역에 인터넷 서비스를 제공하는 데 필수적이다.

## 기능
코어 네트워크는 일반적으로 다음과 같은 기능을 제공했다.
1. 집선: 서비스 제공자 네트워크에서 가장 높은 수준의 집선. 코어 노드 아래 계층의 다음 수준은 분배 네트워크이며, 그 다음은 에지 네트워크이다. 고객 댁내 장치 (CPE)는 일반적으로 대규모 서비스 제공업체의 코어 네트워크에 연결되지 않는다.
2. 인증: 통신 네트워크로부터 서비스를 요청하는 사용자가 해당 네트워크 내에서 그렇게 할 권한이 있는지 여부를 결정하는 기능.
3. 호출 제어 및 교환: 호출 제어 또는 교환 기능은 호출 신호 처리 기반으로 호출의 향후 진행을 결정한다. 예를 들어, 교환 기능은 "호출된 번호"를 기반으로 호출이 해당 운영자의 네트워크 내 가입자에게 라우팅될지 또는 번호 이동성이 더 널리 퍼진 다른 운영자의 네트워크로 라우팅될지 결정할 수 있다.
4. 과금: 다양한 네트워크 노드에서 생성된 과금 데이터의 수집 및 처리 기능. 현재 네트워크에서 발견되는 두 가지 일반적인 과금 메커니즘은 선불 과금과 후불 과금이다. 자동 메시지 회계 참조
5. 서비스 호출: 코어 네트워크는 가입자를 위한 서비스 호출 작업을 수행한다. 서비스 호출은 사용자 명시적 동작(예: 통화 전환) 또는 암시적 동작(통화 대기)에 기반하여 발생할 수 있다. 그러나 서비스 실행은 타사 네트워크 및 노드가 실제 서비스 실행에 참여할 수 있으므로 코어 네트워크 기능일 수도 있고 아닐 수도 있다는 점에 유의하는 것이 중요하다.
6. 게이트웨이: 다른 네트워크에 접속하기 위해 코어 네트워크에 게이트웨이가 존재해야 한다. 게이트웨이 기능은 인터페이스하는 네트워크 유형에 따라 다르다.

물리적으로, 이러한 논리적 기능 중 하나 이상이 주어진 코어 네트워크 노드에 동시에 존재할 수 있다.
위에 언급된 기능 외에도 다음 사항도 통신 코어 네트워크의 일부를 구성했다.
- O&M: 코어 네트워크 노드를 구성하고 프로비저닝하기 위한 네트워크 운영 센터 및 운용 지원 시스템. 가입자 수, 최대 통화 시간 통화율, 서비스의 특성, 지리적 선호도 등이 구성에 영향을 미치는 요소이다. 네트워크 통계 수집, 알람 모니터링 및 다양한 네트워크 노드 동작 기록 또한 O&M 센터에서 이루어진다. 이러한 통계, 알람 및 추적은 네트워크 운영자가 네트워크 상태 및 성능을 모니터링하고 개선하는 데 중요한 도구가 된다.
- 가입자 데이터베이스: 코어 네트워크는 또한 가입자 데이터베이스(예: GSM 시스템의 HLR)를 호스팅한다. 가입자 데이터베이스는 인증, 프로파일링, 서비스 호출 등의 기능을 위해 코어 네트워크 노드에 의해 접근된다.

## 분산 백본
분산 백본은 허브, 스위치 또는 라우터와 같은 일련의 중앙 연결 장치에 계층적으로 연결된 다수의 연결 장치로 구성된 백본 네트워크이다. 이러한 유형의 토폴로지는 기존 계층에 더 많은 장치 계층을 추가할 수 있기 때문에 간단한 확장과 성장을 위한 제한된 자본 지출을 허용한다. 분산 백본 네트워크에서 백본에 액세스하는 모든 장치는 전송 매체를 공유한다. 왜냐하면 이 네트워크에 연결된 모든 장치는 해당 네트워크에 배치된 모든 전송을 수신하기 때문이다.
분산 백본은 실질적으로 모든 대규모 네트워크에서 사용되고 있다. 단일 건물에 국한된 전사적 시나리오에서의 애플리케이션도 특정 연결 장치를 특정 층이나 부서에 할당할 수 있기 때문에 실용적이다. 각 층이나 부서는 LAN과 백본 케이블링을 사용하여 버스형 네트워크에 연결된 해당 작업 그룹의 주 허브 또는 라우터가 있는 배선실을 가지고 있다. 분산 백본을 사용하는 또 다른 장점은 네트워크 관리자가 관리를 용이하게 하기 위해 작업 그룹을 분리할 수 있다는 것이다.
계층 시리즈에서 높은 위치에 있는 연결 장치를 가리키는 단일 장애 지점의 가능성이 있다. 분산 백본은 라우터 및 브리지와 같은 액세스 장치를 사용하여 각 개별 LAN에서 순환하는 네트워크 트래픽을 백본 네트워크 트래픽과 분리하도록 설계되어야 한다.

## 콜랩스드 백본
기존의 백본 네트워크는 여러 위치에 걸쳐 상호 연결성을 제공하기 위해 거리를 확장한다. 대부분의 경우 백본은 링크이며, 스위칭 또는 라우팅 기능은 각 위치의 장비에서 수행된다. 이는 분산 아키텍처이다.
콜랩스드 백본(collapsed backbone, 역 백본 또는 박스 내 백본이라고도 함)은 백본 네트워크 아키텍처의 한 유형이다. 콜랩스드 백본의 경우, 각 위치는 중앙 위치로 다시 연결되어 콜랩스드 백본에 연결된다. 콜랩스드 백본은 클러스터 또는 단일 스위치나 라우터일 수 있다. 콜랩스드 백본의 토폴로지 및 아키텍처는 스타 네트워크 또는 근거리 트리이다.
콜랩스드 백본 접근 방식의 주요 장점은 다음과 같다.
1. 백본이 단일 위치에 단일 박스 내에 있으므로 관리가 용이하고,
2. 백본이 본질적으로 박스의 백플레인 또는 내부 스위칭 매트릭스이므로, 독점적이고 고성능 기술을 사용할 수 있다.

그러나 콜랩스드 백본의 단점은 백본을 수용하는 박스가 다운되거나 중앙 위치로의 도달성 문제가 발생하면 전체 네트워크가 붕괴된다는 것이다. 이러한 문제는 이중화된 백본 박스를 사용하고 보조/백업 백본 위치를 가짐으로써 최소화할 수 있다.

## 병렬 백본
전사적 네트워크에 사용되는 백본에는 몇 가지 다른 유형이 있다. 조직이 매우 강력하고 신뢰할 수 있는 백본을 찾고 있다면 병렬 백본을 선택해야 한다. 이 백본은 중앙 노드 (연결 지점)를 사용한다는 점에서 콜랩스드 백본의 변형이다. 하지만 병렬 백본은 둘 이상의 라우터 또는 스위치가 있을 때 중복 연결을 허용한다. 각 스위치와 라우터는 두 개의 케이블로 연결된다. 각 장치를 연결하는 케이블이 두 개 이상이면 전사적 네트워크의 어느 영역이든 네트워크 연결을 보장한다.
병렬 백본은 다른 네트워크 토폴로지보다 더 많은 케이블링이 필요하기 때문에 다른 백본 네트워크보다 비싸다. 비록 이것이 어떤 전사적 토폴로지를 사용할지 결정할 때 주요 요인이 될 수 있지만, 그 비용은 성능 향상과 장애 허용 시스템을 추가하여 생성하는 효율성으로 보상된다. 대부분의 조직은 네트워크에 중요한 장치가 있을 때 병렬 백본을 사용한다. 예를 들어, 페이롤과 같은 중요한 데이터가 여러 부서에서 항상 접근 가능해야 한다면, 조직은 연결이 결코 끊어지지 않도록 병렬 백본을 구현해야 한다.

## 직렬 백본
직렬 백본은 가장 간단한 종류의 백본 네트워크이다. 직렬 백본은 데이지 체인 방식으로 단일 케이블에 의해 서로 연결된 두 개 이상의 인터네트워킹 장치로 구성된다. 데이지 체인은 직렬 방식으로 함께 연결된 연결 장치 그룹이다. 허브는 네트워크를 확장하기 위해 종종 이런 방식으로 연결된다. 그러나 허브만이 직렬 백본에 연결될 수 있는 유일한 장치는 아니다. 게이트웨이, 라우터, 스위치 및 브리지가 더 일반적으로 백본의 일부를 형성한다. 직렬 백본 토폴로지는 전사적 네트워크에 사용될 수 있지만, 그 목적으로는 거의 구현되지 않는다.

## 같이 보기
- 백홀